# ألان بيرش
ألان بيرش (بالإنجليزية: Alan Birch)‏ (12 أغسطس 1956 في المملكة المتحدة - ) هو لاعب كرة قدم بريطاني في مركز الوسط. لعب مع ستوكبورت كونتي وسكونثورب يونايتد ونادي بارنسلي ونادي تشيسترفيلد ونادي روذرهام يونايتد ونادي والسول ووولفرهامبتون واندررز وفريكلي أثلتيك ‏.

## وصلات خارجية
- ألان بيرش على موقع قاعدة بيانات كرة القدم.إي يو (الإنجليزية)